# Battert
Battert è una collina, alta 567,9 metri sul livello del mare, sul bordo occidentale della Foresta Nera settentrionale a nord di Baden-Baden in Germania. Sulle sue pendici occidentali si trovano le rovine del Castello di Hohenbaden (Antico castello), sul lato meridionale si trova la zona di arrampicata e la riserva naturale chiamata Rocce del Battert (Battertfelsen). Sulla cresta della collina si trovano i resti di un bastione circolare, probabilmente costruito dai coloni celti. Sul lato orientale si trova il villaggio di Ebersteinburg.

## Descrizione
Il Battert è una destinazione per escursionisti e scalatori tutto l'anno. Sopra e sotto la parete rocciosa c'è un sentiero attorno alle rocce. La parete di roccia rossa è visibile da molto lontano e può essere facilmente raggiunta tramite la strada per le rovine di Hohenbaden o da un parcheggio vicino a Ebersteinburg.

## Geologia
Composto da sedimenti del Rotliegend, le cui rocce si formarono circa 251-299 milioni di anni fa. In contrasto con l'ambiente circostante, le rocce del Battertfelsen si sono silicizzate a causa di una faglia orientata est-ovest. A causa di questa silicizzazione, la roccia è diventata più resistente all'erosione, motivo per cui ora si distingue in modo così evidente.

## Riserva naturale
Una superficie di 34,9 ettari attorno al Battertfelsen e ad est del Castello di Hohenbaden sul lato sud della collina fu dichiarata riserva naturale, dal Distretto governativo di Karlsruhe, il 30 giugno 1981. La riserva è conosciuta come Battertfelsen vicino al Castello di Hohenbaden (Battertfelsen beim Schloss Hohenbaden). Il gruppo roccioso, geologicamente e storicamente importante, ospita insetti rari, rettili, corvi e falchi pellegrini e anche rare specie vegetali, specialmente nei boschi di pietre sotto le pareti rocciose.

## Arrampicata
Grazie a Wilhelm Paulcke la popolarità del Battert come area di arrampicata crebbe dopo che aveva aperto le prime vie nel 1885 circa. Da allora sono stati sviluppati numerosi percorsi con diversi livelli di difficoltà, dal II grado al IX. Il 24 ottobre 1964 Toni Kinshofer, che fu il primo a scalare il fianco Diamir del Nanga Parbat e scalò la parete nord dell'Eiger l'anno prima, cadde dalle alture del Battert e morì, poco dopo, per le ferite riportate. 

### Percorsi di arrampicata
- Kuhkamin (III), circa 1885
- Marterkamin (IV + a V-), circa 1885
- Paulckeweg (III), Wilhelm Paulcke circa 1890
- Bockgrat (IV +), prima salita nel 1905
- Alter Pforzheimer Weg (IV +), 1925 di Walter Stößer
- Neuer Pforzheimer Weg (VI), di Walter Stößer
- Wespenkante (V), di Walter Stößer
- Neue Falkenwand (VII-), 1945 di Martin Schliessler
- Kühnkante (VI +), Reinhard Karl e Kurt Jägel
- Südostverschneidung (VII-), Martin Schliessler e Kurt Jägel

## Galleria d'immagini

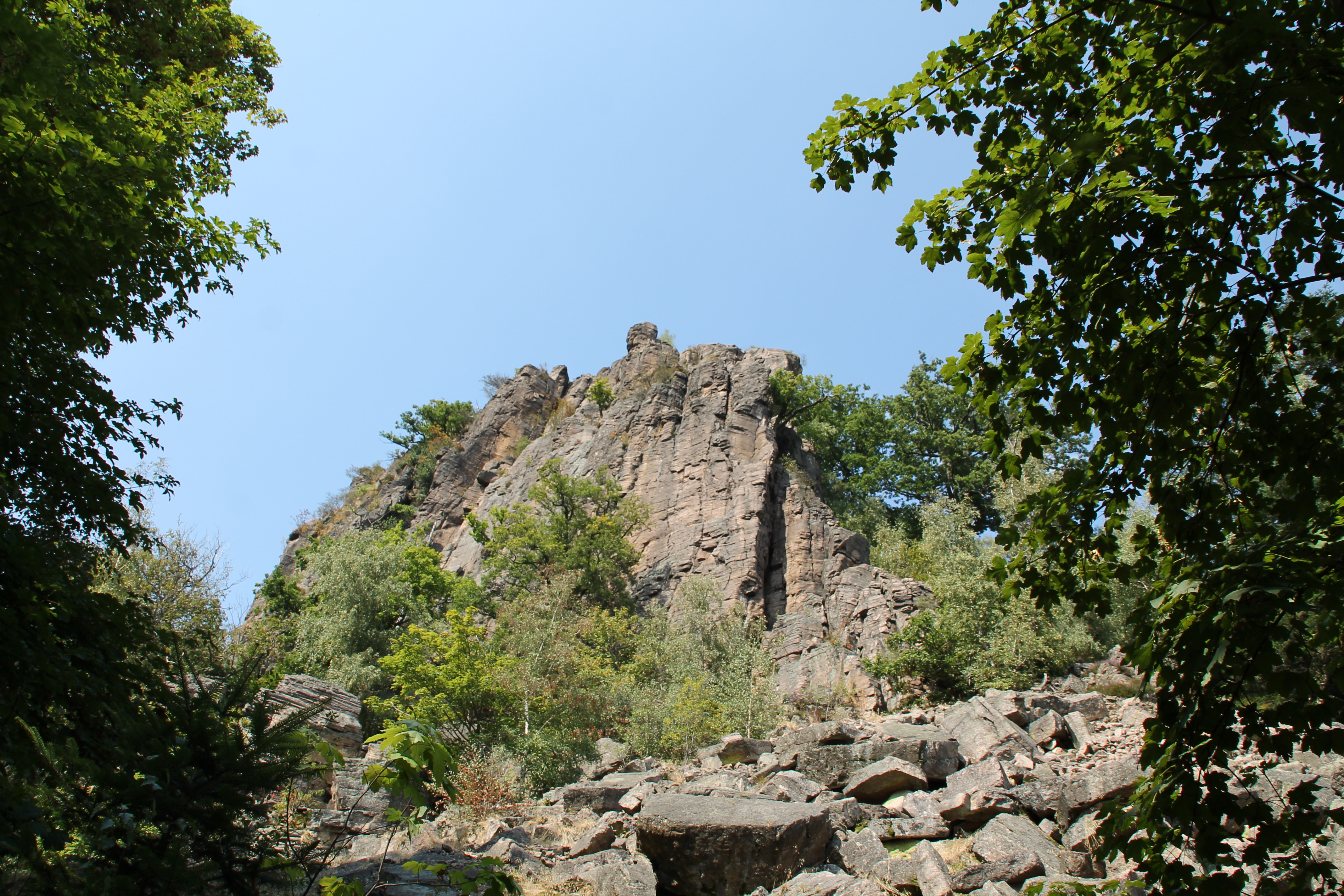
la Badener Wand con la sua corsa in pietra vista dal sentiero roccioso inferiore
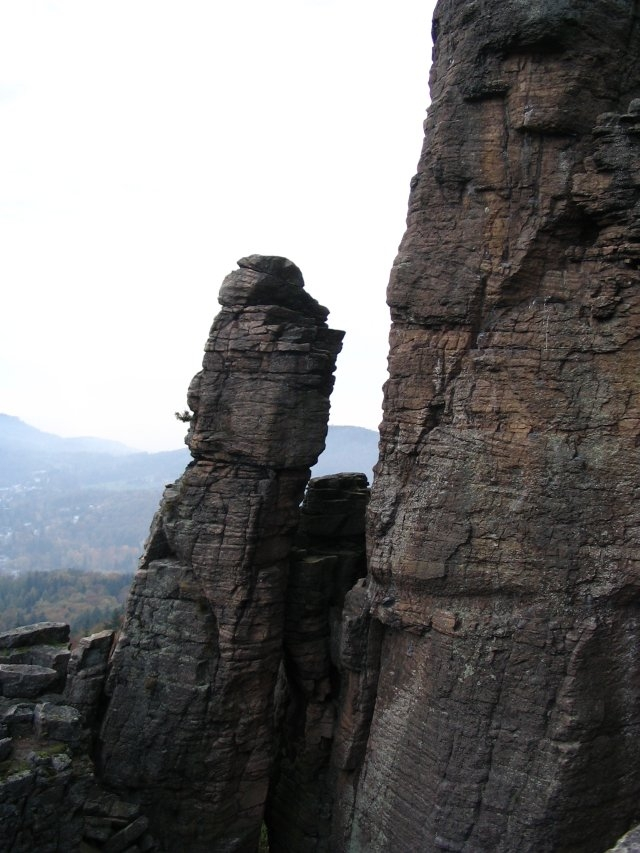
Blockgrat: il passaggio dalla piccola torre della fotografia al massiccio
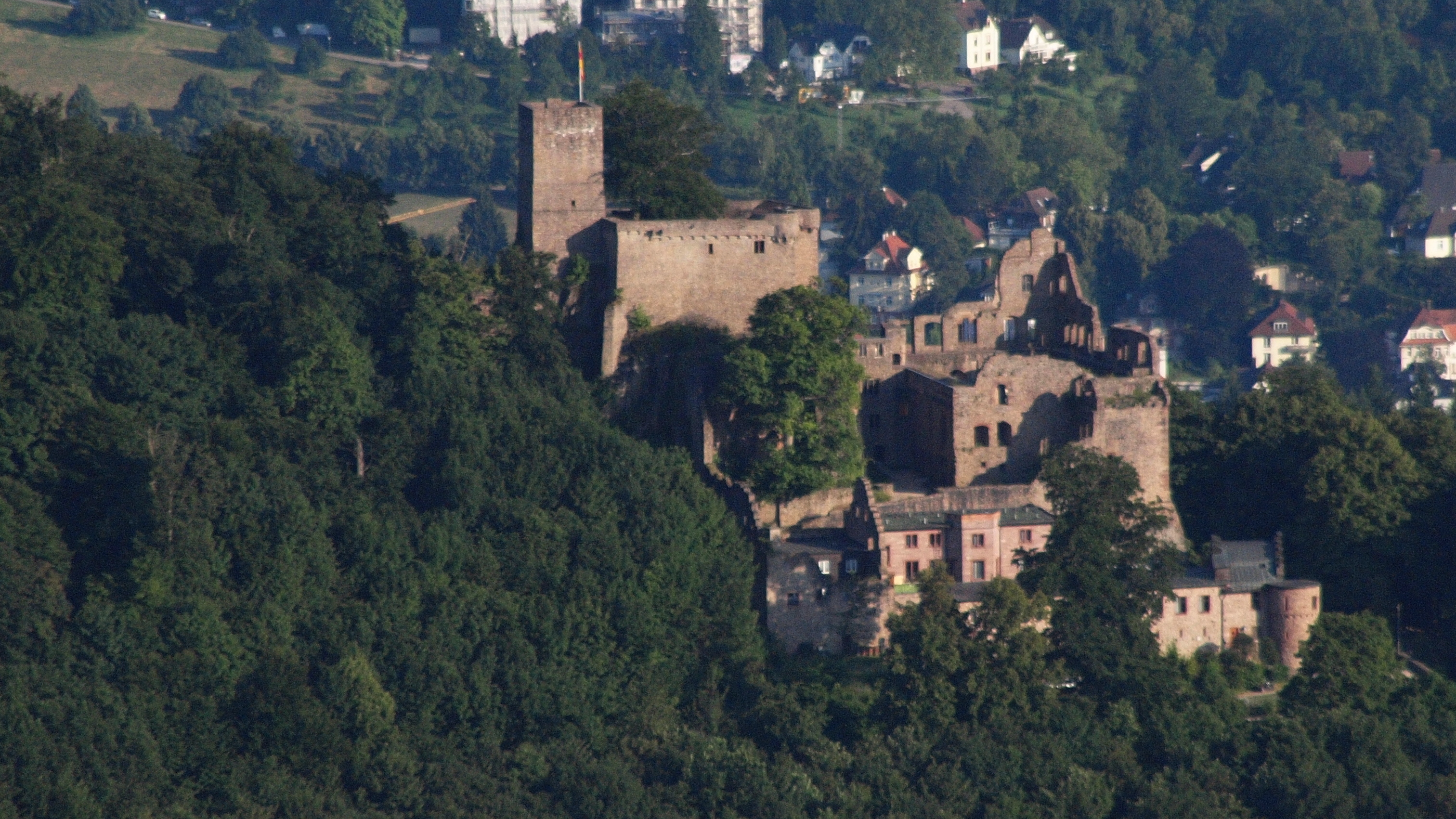
Rovine del castello di Hohenbaden
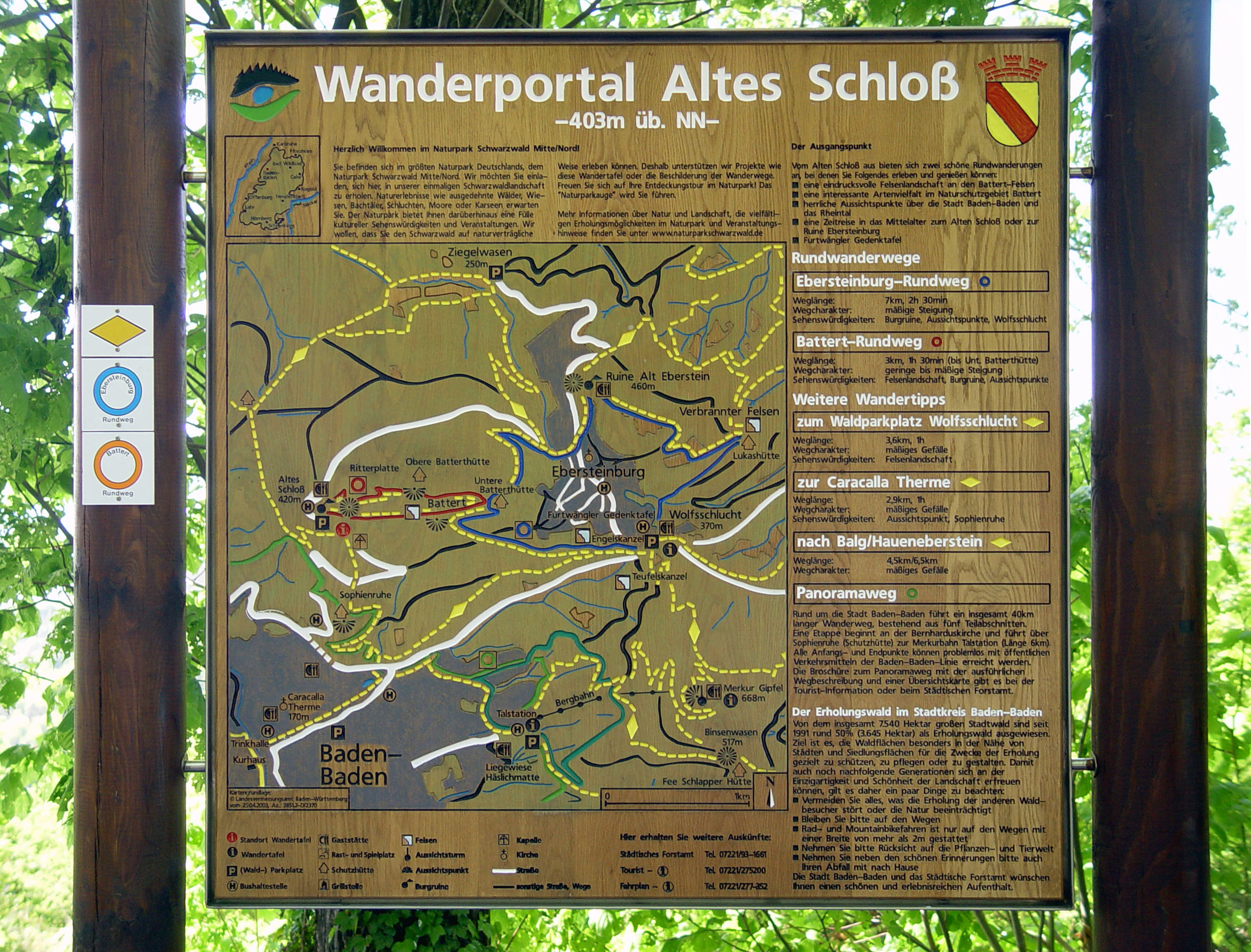
Portale escursionistico